# Мирослав Васин
Мирослав Васин (Београд, 1955) српски је политичар из Новог Сада, актуелни потпредседник Скупштине АП Војводине и председник Покрајинског одбора Демократске странке, члан је Председништва и Главног одбора Демократске странке.

## Биографија
Мирослав Васин је рођен 18. јуна 1955. године у Београду. Завршио је Гимназију „Тодор Дукин“ у Бечеју, а Правни факултет у Београду. Од 1979. до 1981. године је радио у „Фадип“ Бечеј. Од 1981. до 1990. године је био запослен у „Хинсу“ у Новом Саду, где је обављао дужност директора правних послова. Од 1990. до 2002. године је радио у „Албусу“ а. д. Нови Сад, као помоћник генералног директора. Од 2002. до 2008. године је запослен у Покрајинском секретаријату за рад, запошљавање и равноправност полова као помоћник покрајинског секретара. Био је председник Управног одбора АД “Албус“ од 1991. до 1995. године, судија у Суду части Привредне коморе СФРЈ, члан Савета за запошљавање Републике Србије, члан Савета за заштиту на раду Републике Србије, председник Социјално-економског савета АП Војводине је био у три мандата по годину дана.. Био је члан Савета за избегла, прогнана и расељена лица. Био јр потпредседник Штаба за ванредне ситуације АП Војводине за време катастрофалних поплава 2014.г. и координирао је активности снабдевања, молилизације и смештаја угрожених у успешној одбрани Војводине од високих вода. У периоду од 2о14.г. до 2016.г. био је командант Штаба за ванредне ситуације АП Војводине.
Обављао је дужност председника Одбора за изградњу Едукативног центра АП Војводине за обуке у професионалним и радним вештинама. Налазио се на челу стручног тима за израду Програма за подстицање привреде, предузетништва и занатства АП Војводине.Један је од покретача социјалног дијалога у Војводини.Креатор је програма запошљавања АП Војводине, Пројекта запошљавања стручњака у војвођанским селима и Програма доделе кућа младим брачним паровима који из града долазе да живе на селу.
Од 2008. до 2012. године, као члан Покрајинске владе, обавља функцију Покрајинског секретара за рад, запошљавање и и равноправност полова, а од 2012. налази се на функцији Покрајинског секретара за привреду, запошљавање и равноправност полова.Од 2014. до 2016. обавља функцију потпредседника Покрајинске владе.
Говори руски и служи се енглеским језиком. Ожењен је, отац троје деце.

## Награде и признања
Добитник је Плакете општине Шид, Плакете општине Беочин, проглашен за почасног грађанина Ривице и Вишњићева, добитник је међународне награде Европске асоцијације туристичких новинара за 2013, као и награде „Капетан Миша Анастасијевић“ за допринос развоју предузетништва у Србији. За време његовог мандата, Покрајински секретаријат за рад, запошљавање и и равноправност полова Архивирано на веб-сајту  (17. јул 2015) је добитник „Првомајске награде“ Већа самосталних синдиката града Новог Сада и општина, док су два пројекта из области родне равноправности проглашена најбољим у региону од стране Уједињених нација и Европске комисије. У области привреде, Секретаријат је добитник међународних признања у области туризма и кластерског организовања.

## Објављењи радови
Објавио је више стручних радова у области рада и запошљавања од којих су најважнији:
- „Социјални дијалог - европска тековина без алтернативе“
- „Утицај приватизационих процеса на проблем незапослености“
- „Улога региона и локалних заједница у запошљавању“
- „Самозапошљавање као стуб запошљавања“
- „Седам поглавља Програма за подстицање привреде, предузетништва и зантства у АП Војводини“[2]